# Église Saint-Bruno de Voiron
L'église Saint-Bruno est un édifice religieux de rite catholique situé au cœur de la ville de Voiron en Isère et construit au XIXe siècle. Les chartreux apportèrent une importante contribution financière à la construction de ce monument, et c'est donc en remerciement à l'ordre des chartreux que l'église prit le nom de leur fondateur Saint-Bruno.
Cette église fait l’objet d'un classement au titre des monuments historiques par arrêté du 11 janvier 2007, modifié par arrêté du 20 septembre 2022.

## Situation et accès
L'édifice est situé place de la République dans le centre-ville de Voiron, à proximité immédiate de la principale zone piétonne et commerçante de la ville. 
Positionnée face à la descente de la route de Bourg-en-Bresse, ancienne route nationale 75, devenue RD1075 et au croisement de cette dernière avec la RD520, l'église est visible de la plupart des conducteurs de véhicules traversant la ville. L'église est également visible depuis le pont de la voie ferrée qui relie Grenoble à Lyon, situé juste après la gare de Voiron, située non loin de l'édifice.

## Historique
L’église Saint-Bruno de Voiron fut réclamée dès 1820 par la municipalité afin de faire face à la saturation de l’église Saint-Pierre. En effet avec une population à cette époque de près de 7000 personnes cette dernière était devenue trop petite.
Le maire de l’époque M. Henry-Frédéric Faige-Blanc choisit finalement le projet de l’architecte diocésain Berruyer après en avoir refusé un certain nombre. 
Certaines économies furent réalisées en exécutant les décorations extérieures en ciment moulé, ce qui était une nouveauté pour l’époque. D’une durée de 8 ans, les travaux s’achevèrent grâce à un important don des Chartreux qui financèrent les vitraux et à la générosité du public. C’est donc en 1872 qu’elle ouvrit finalement ses portes aux fidèles.

## Architecture

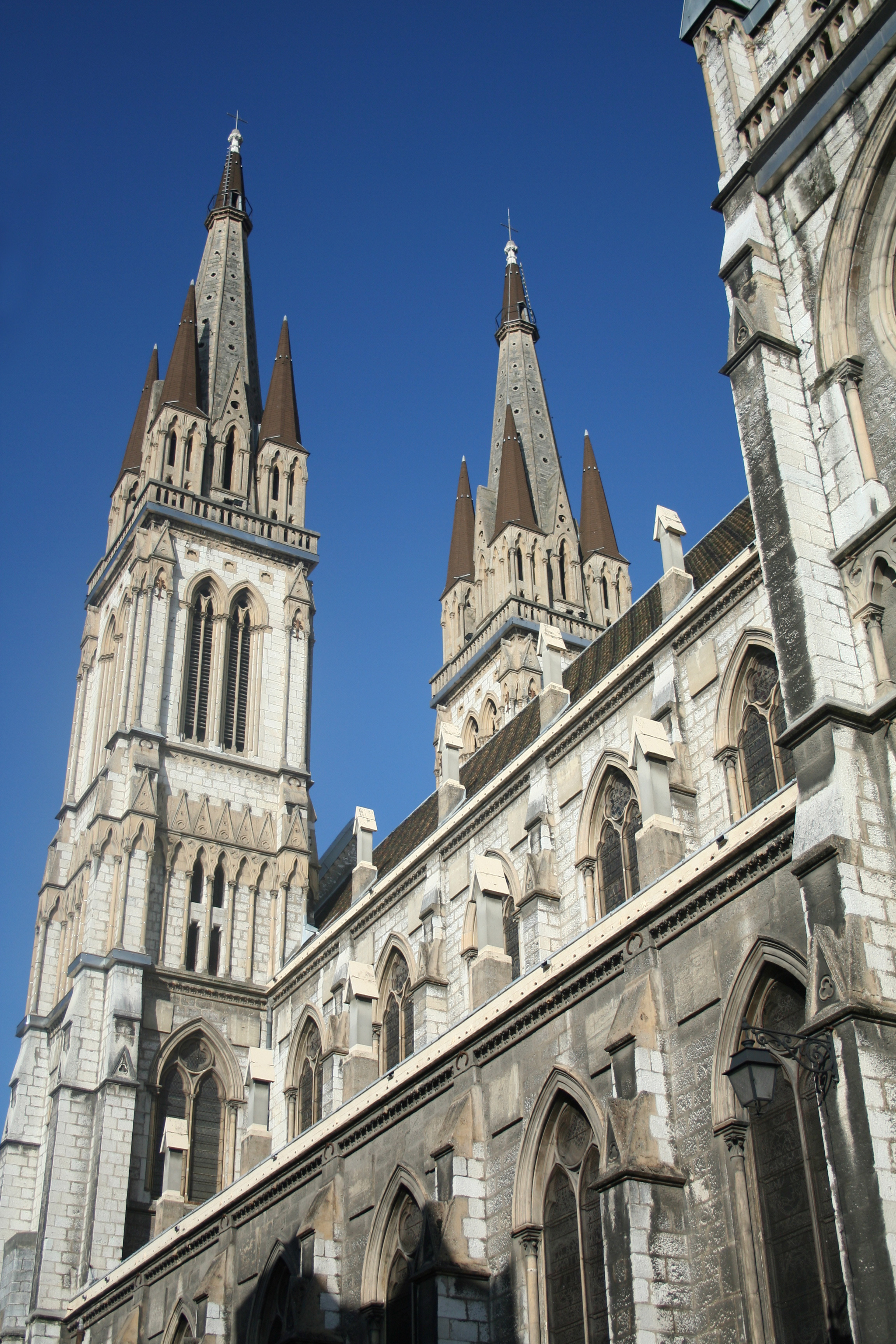

Malgré ses proportions imposantes, l'église n'est pas et n'a jamais été une cathédrale. Construite par Alfred Berruyer (1819-1901), architecte diocésain dont l’œuvre monumentale a profondément marqué le paysage religieux du XIXe siècle de l’Isère, avec entre autres l’édification de très nombreuses églises (La Salette, Rives (Isère), la Mure, Roybon, Saint-Laurent-du-Pont, Église Saint-Bruno de Grenoble, pour ne citer que celles-ci), l’église de Voiron fut construite quant à elle entre 1857 et 1871. Cette église, de taille imposante mesure au total 19 mètres de large, 67 mètres de long et 22 mètres de hauteur de la nef. Les clochers s'élèvent à 67 mètres, correspondant à la longueur totale de l'édifice.
L’église est principalement construite avec des moellons, ainsi le corps du bâtiment est construit de maçonnerie revêtue de moellons piqués de pierre dure de Ratz, ces moellons étaient extraits comme leur nom l’indique de la montagne de Ratz, la carrière se situait et est toujours visible entre Saint-Julien-de-Ratz et La Buisse. La façade porte deux clochers avec flèches celles-ci sont en moellons de tuf et les éléments décoratifs en ciment moulé. L’utilisation de ce dernier matériau était une nouveauté dans ce type de construction, et l’église en a ainsi bénéficié à peine dix ans après l'ouverture de la première exploitation de ciment à la Porte de France de Grenoble. La toiture est couverte de tuiles plates polychromes et les deux hautes flèches de tuiles vernissées.
Elle n'est pas conçue selon le modèle de cathédrales idéale de Viollet-le-Duc. Elle se compose ainsi d’une nef élancée voûtée d’ogives et flanquée de bas-côtés, une façade dite harmonique (dont l'élévation correspond au plan au sol de l'église) abritant trois portails sculptés surmontés d’une galerie, un chœur terminé par une abside pentagonale où se trouvent deux toiles marouflées peintes entre 1919 et 1921 signées par Girard, un transept peu saillant, un vaisseau central à trois niveaux comprenant des grandes arcades brisées, un triforium, et de hautes fenêtres. Les verrières sont nombreuses et l’église comprend cinquante-quatre vitraux jumelés et trois rosaces exécutées par la maison Jules Gaspar Gsell Laurent de Paris représentant des scènes du nouveau et de l’Ancien Testament, avec pour principal thème le Christ apportant l'évangile. Le style et la composition font là aussi référence aux vitraux du XIIe siècle.
En plus de la construction en elle-même, le style néogothique est aussi présent dans le mobilier liturgique (buffet d’orgue, chaire, clôture du chœur, lustres…), complétant ainsi de manière harmonieuse cet ensemble, surnommé par les Voironnais, « cathédrale ».
En juin 1897, une importante inondation de la Morge emporta le perron, celui-ci fut remplacé par l'actuel escalier,.

## Orgue
Au départ prévu pour l'église Saint-François de Sales à Lyon l’orgue fut finalement acheté en 1881 par Voiron et construit en 1883 par les frères Callinet.

Cette même année l'instrument connaît quelques modifications afin de s’harmoniser le plus possible avec le style de l’église, et c’est ainsi qu’il vit la construction d'un nouveau buffet néo-gothique. Finalement inauguré en 1883, il fait aujourd'hui partie intégrante du patrimoine de la ville de Voiron et est classé monument historique depuis 1973. En 1999 l’orgue subit une restauration complète; les travaux qui furent confiés à Daniel Kern, ont nécessité la présence de quinze personnes et se sont achevés en 2002. Ils ont ainsi permis de changer toutes les peaux des soufflets et de remplacer la console des claviers ainsi que le nettoyage des 2 500 tuyaux,.

## Vitraux
Œuvres d'un maître verrier parisien, les 214 vitraux ont été financés comme il est dit plus haut par les pères chartreux dans le respect de la tradition moyenâgeuse. Ils illustrent en couleur l'histoire Sainte et l'histoire de l'Église (d’Adam et Ève à Saint-Vincent-de-Paul).

Chaque verrière se compose de quatre motifs placés dans un quadrillage, le tout s'harmonisant autour de la rosace de la façade représentant le Christ en majesté; cette dernière s'inspire en partie dans sa forme et son esthétique des rosaces de la cathédrale Notre-Dame de Paris.

Quelques photos de l'église Saint-Bruno de Voiron
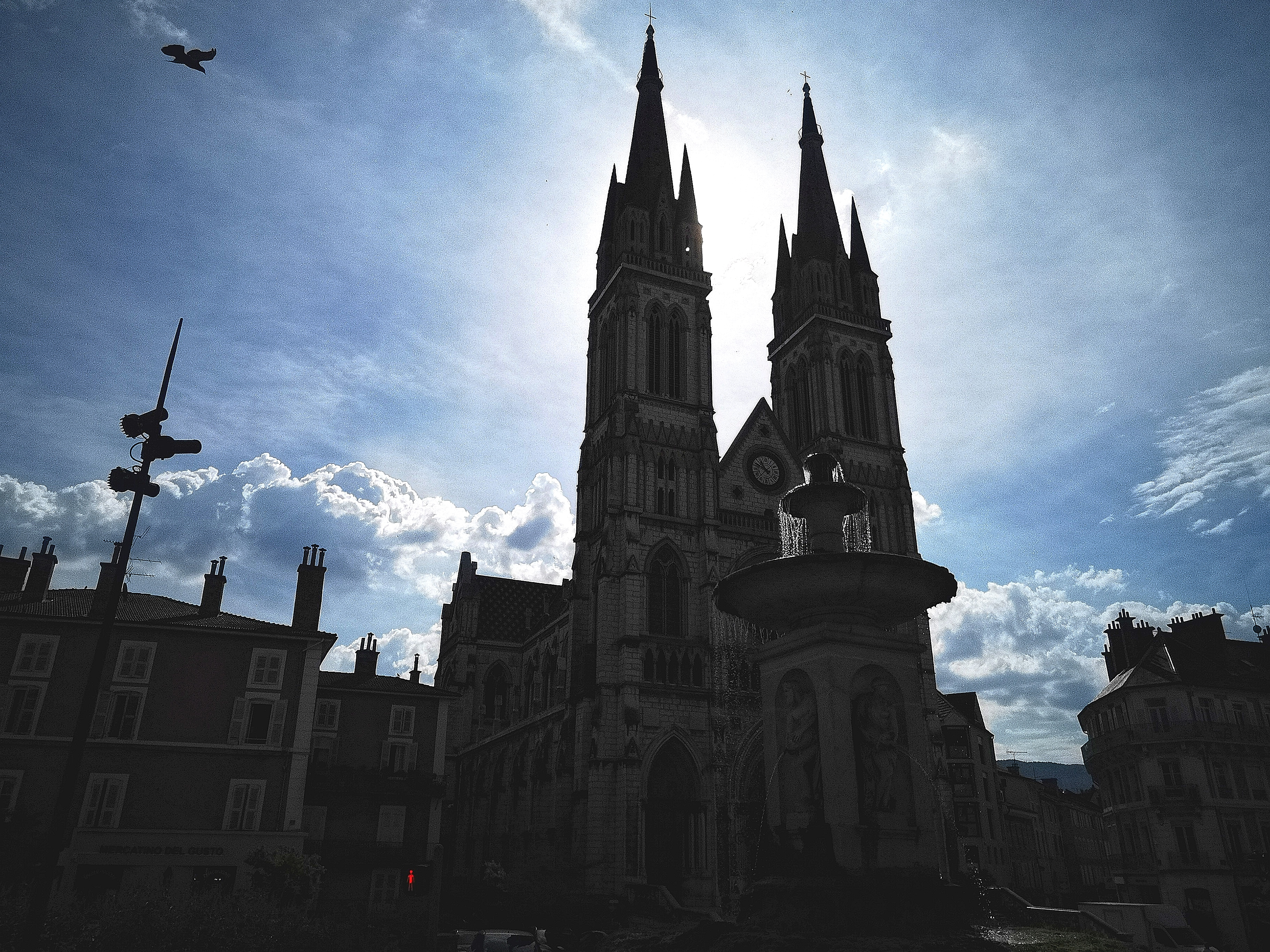
L'église a été construite à côté de la fontaine de Charles X, place d'Armes
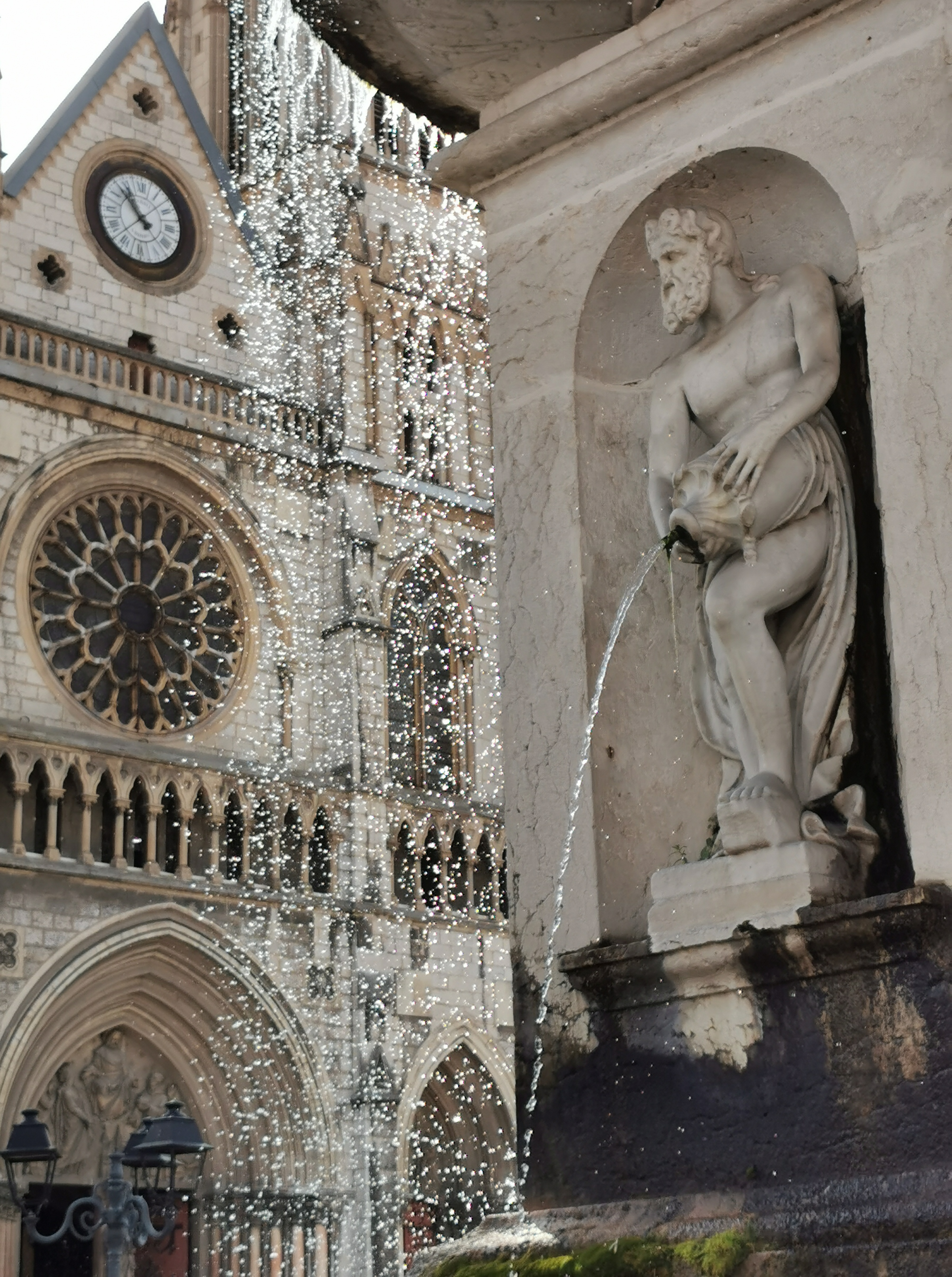
Détails de la fontaine et de la façade occidentale
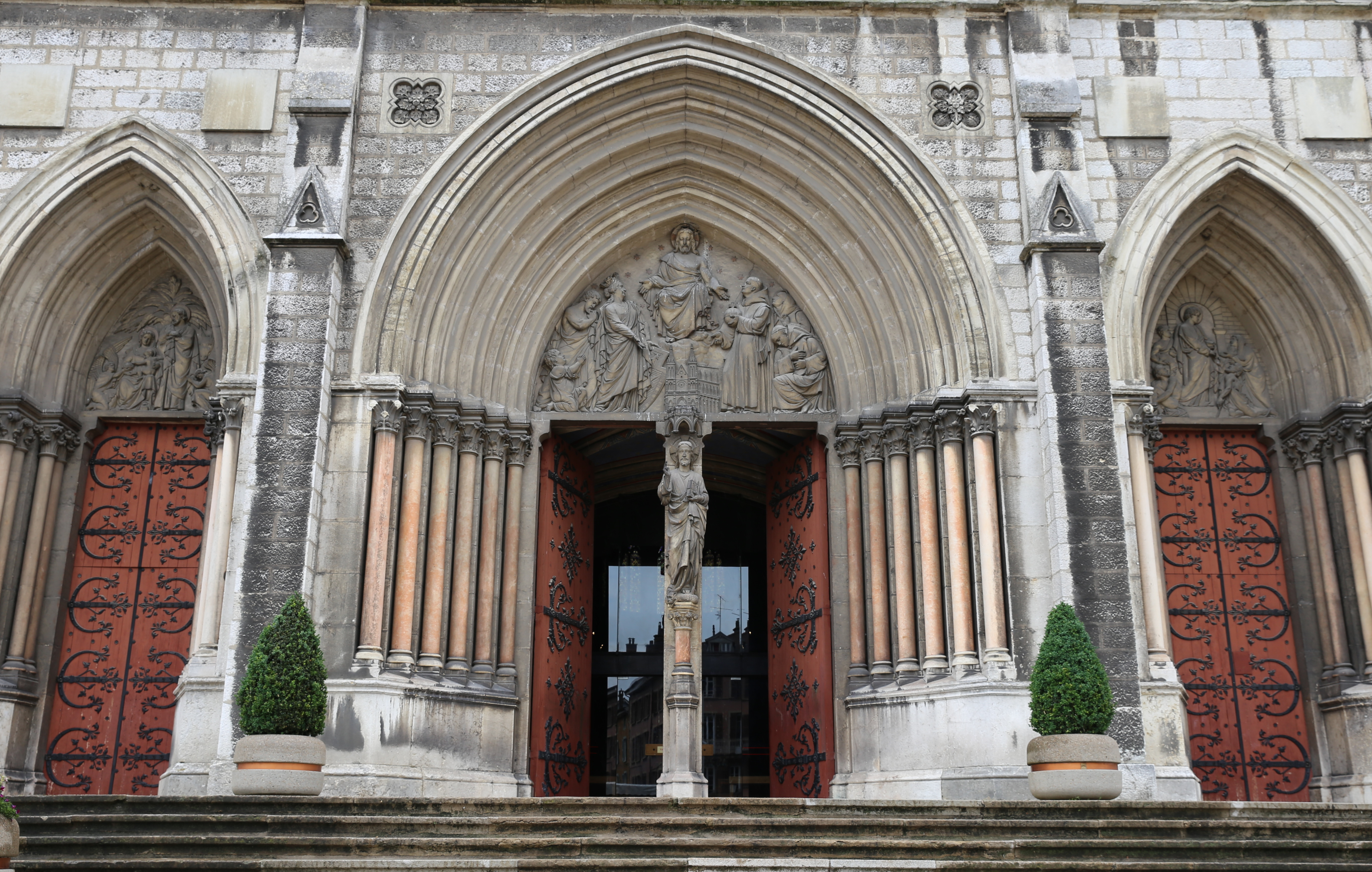
Façade de l'église
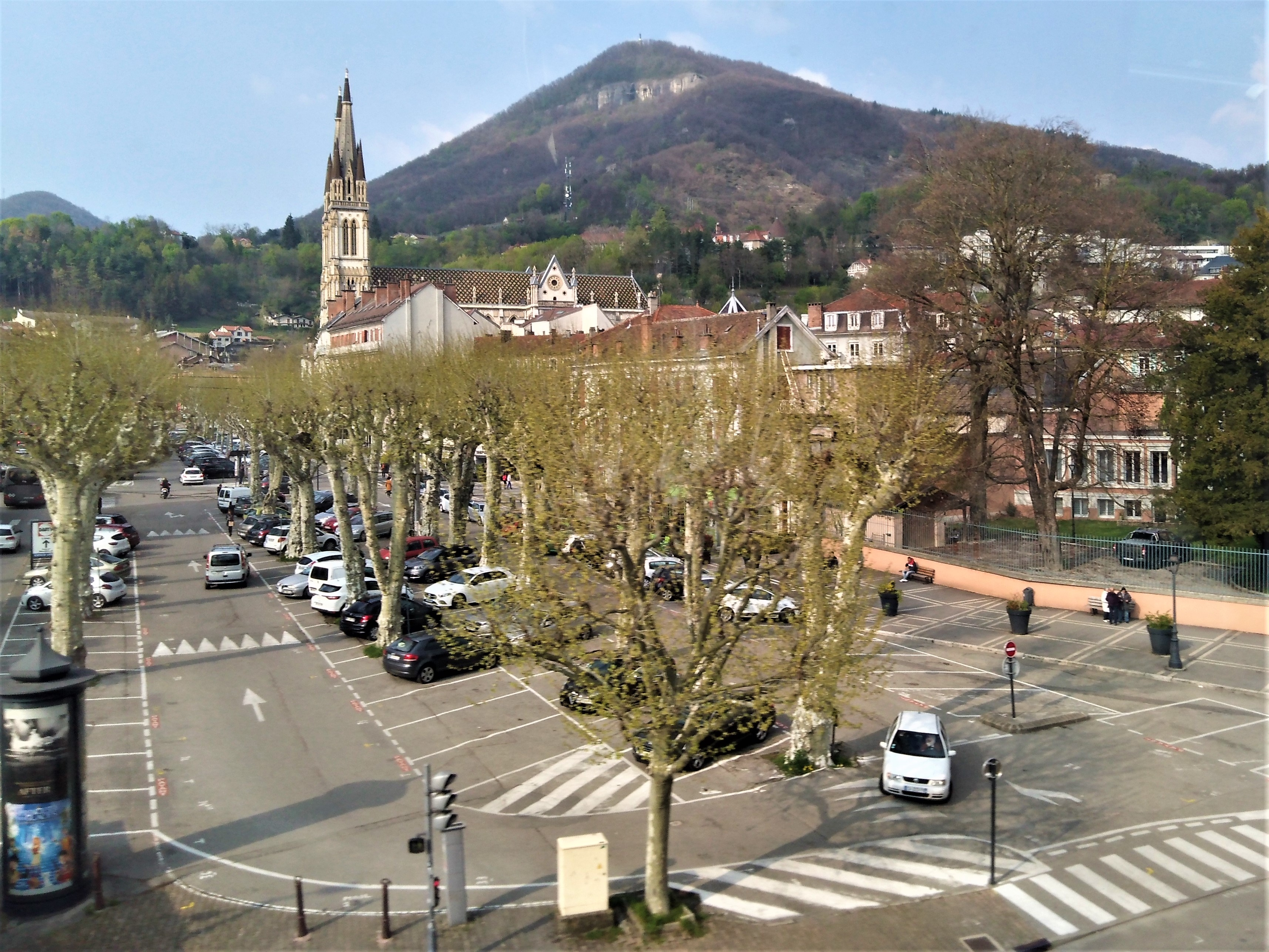
L'église depuis le pont de la voie ferrée
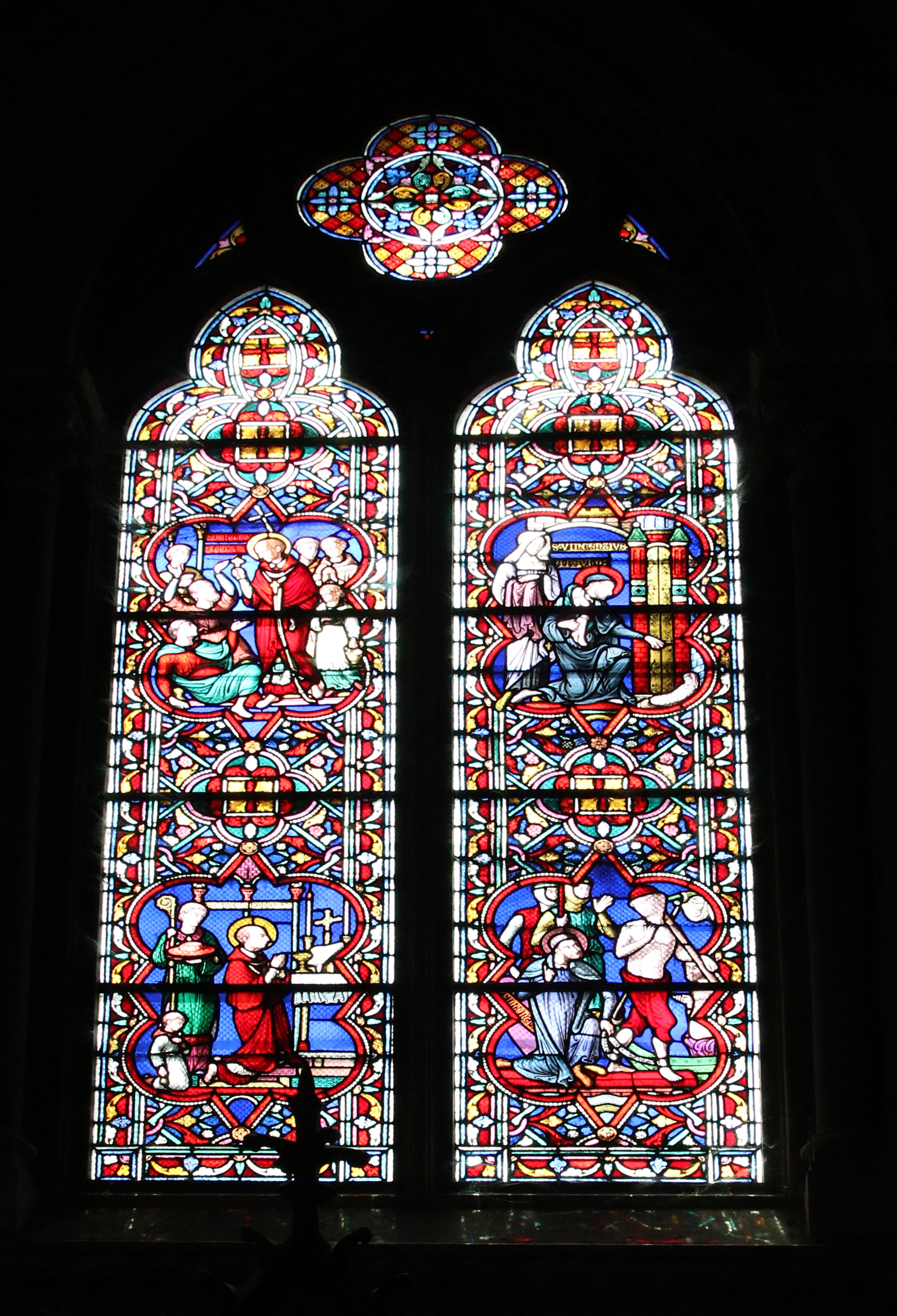
Vitrail
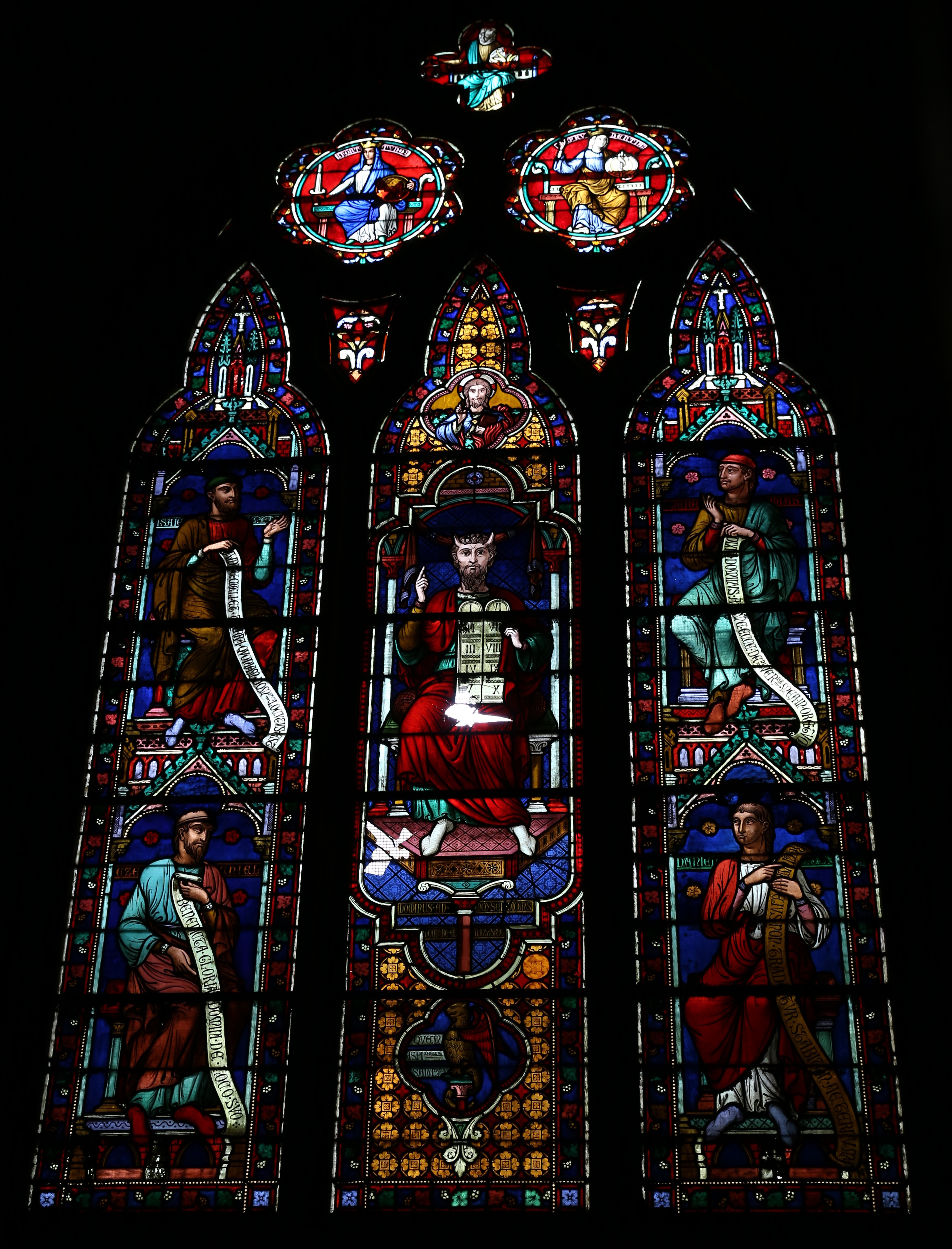
Vitrail de Moïse
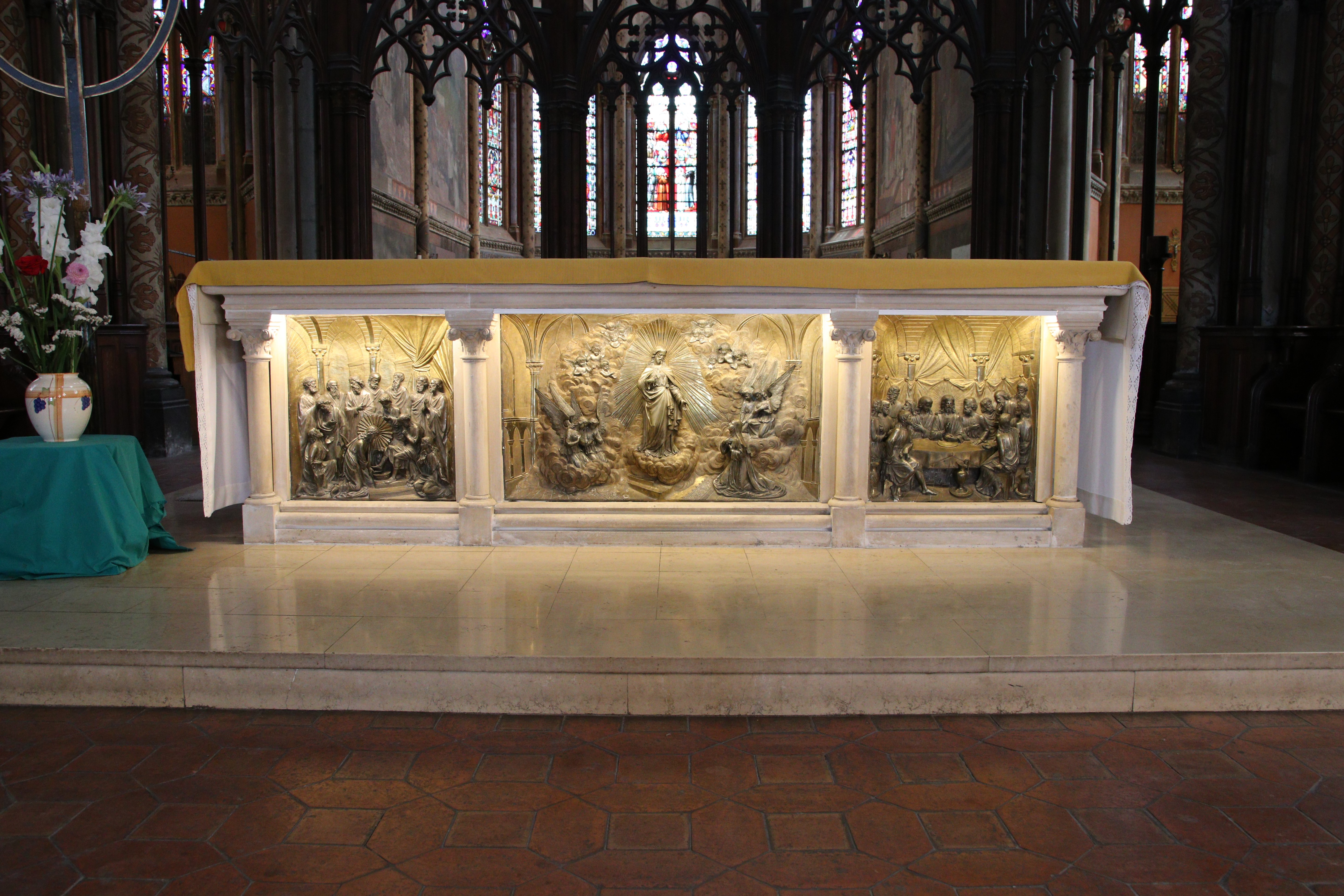
Maître Autel
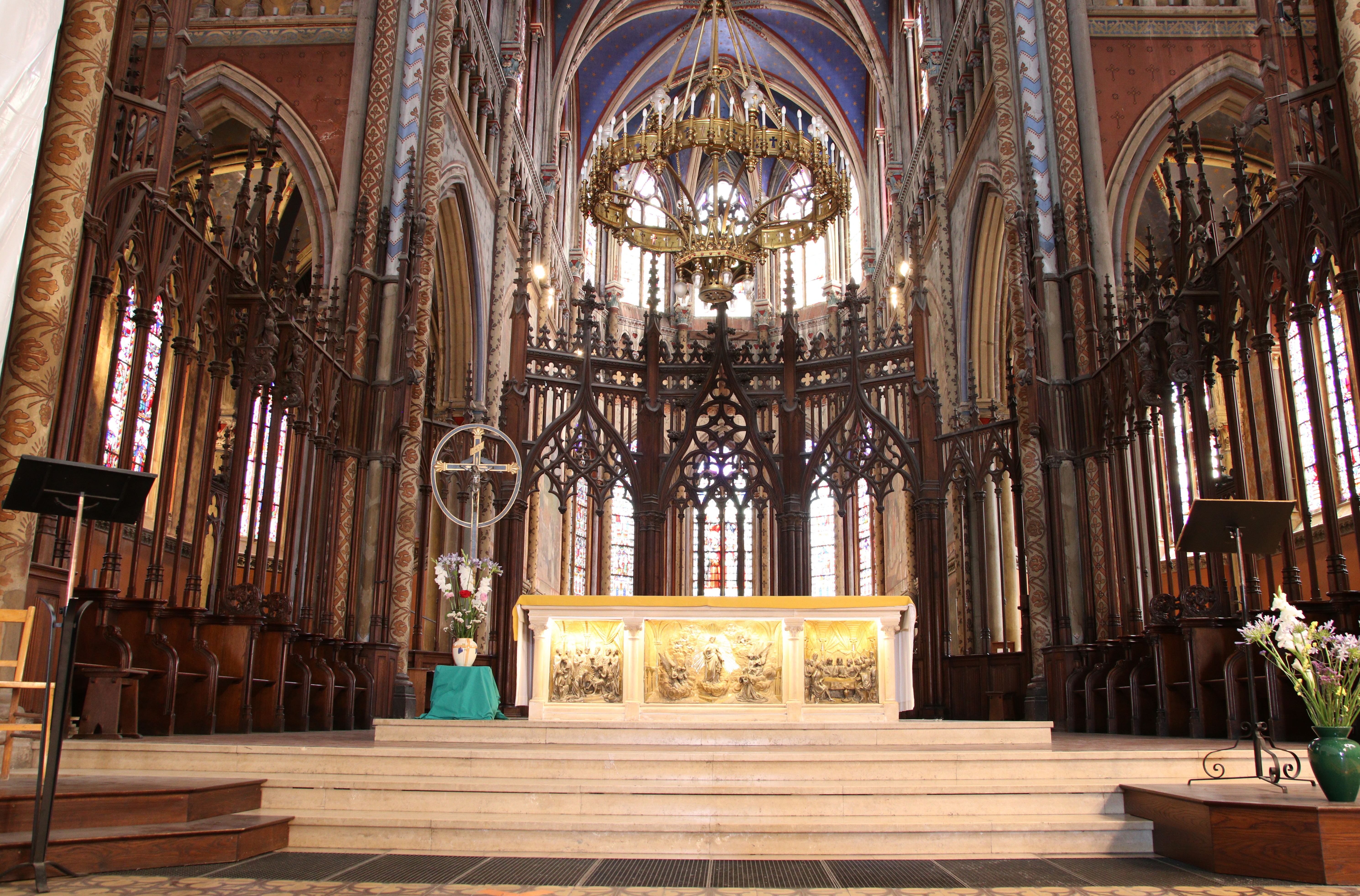
Intérieur de l'église
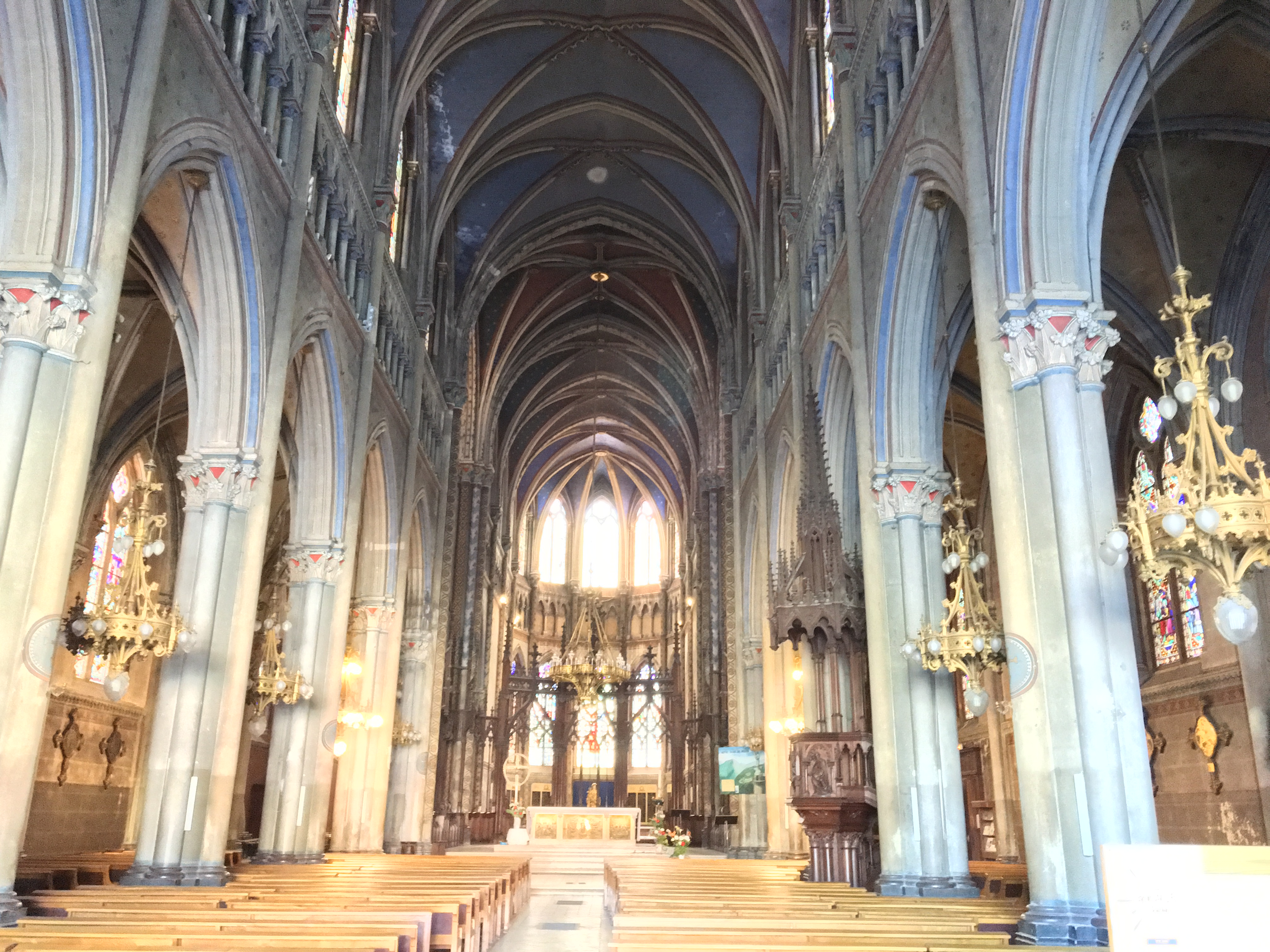
la nef